# 奇卡莫加战役

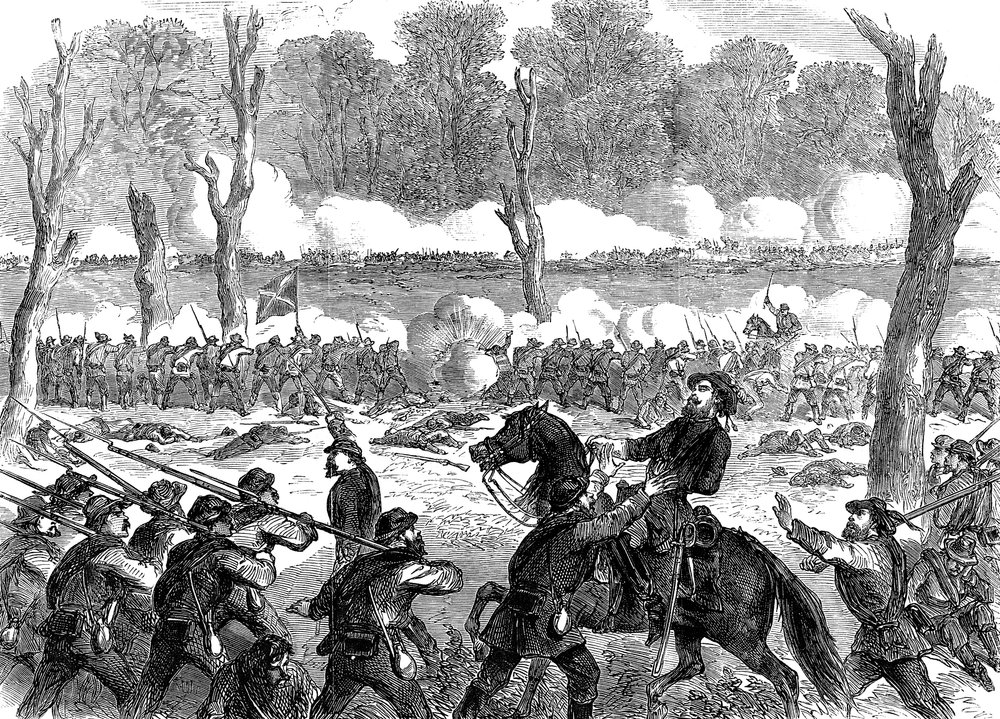
奇卡莫加战役

奇卡莫加战役是美国南北战争的重要战役之一，发生于1863年9月19日至20日，标志着北部联邦的奇卡莫加进攻行动的结束。这次战役是邦联在西部战区最重要的胜利，伤亡人数在南北战争中居于第二位（34000人），仅次于葛底斯堡战役（51000人）。它也是南北战争在在乔治亚州战场最主要的战役。

## 战役背景
战役双方是北部由威廉姆斯·罗斯克朗少将指挥的坎伯兰陆军和南部由布瑞克斯顿·布瑞格上将指挥的田纳西州陆军。“奇卡莫加战役”这一名字来源于战区附近的奇卡莫加河，该河最终在距查塔诺加市中心东北3.5英里处汇入田纳西河。
继图拉荷马行动成功以后，罗斯克朗少将重新组织了进攻部队，希望将邦联军队驱逐出查塔诺加。九月初，罗斯克朗合并了他分散在田纳西州和乔治亚州的军队，迫使布瑞格率领的南方军队从查塔诺加向南撤离。联邦军穷追不舍，并在戴维斯十字路口追赶上了敌军。布瑞格决心收复查塔诺加，决定与罗斯克朗的部分兵力正面接触并战斗，从而返回城市。9月17日，邦联军向北进发，企图攻击孤立的第21军。

## 战役过程
18日，邦联军的步兵与骑兵部队与装备有斯宾塞连发步枪的联邦骑兵与骑马步兵发生战斗。9月19日早上，战斗正式开始。邦联军队攻势凶狠，却一直无法撕开联邦军队的防守线。次日，布瑞格又展开进攻，而此时罗斯克朗却被情报误导认为自己的封锁线出现了一个缺口。在调动军队封堵“缺口”时，北部军的封锁线出现了真正的缺口，恰好出现在邦联军由詹姆斯·朗斯特里特中将指挥的八旅进攻的正前方。而在当时，这一攻势牵制了联邦部队的三分之一的兵力，也包括罗斯克朗本人。当时乔治·托马斯少将负责其余联邦军队的整体指挥，这部分联邦军自发在马蹄谷形成了一条防守线，成为了剩余部队的右翼。19日夜幕降临，托马斯少将将剩余部队撤回罗斯维尔岬谷附近驻地，虽然邦联军竭力组织进攻，托马斯少将还是指挥军队坚持到了第二天黎明。他坚强的意志力和非凡魄力也为他赢得了“奇卡莫加磐石”的昵称。

## 战役结果
田纳西的军队不知道联邦军的军队已经脱离他们的掌控。许多军队已经乘火车到达了奇卡莫加，但是没有火车来接运他们，而且很多战马都受伤或者战死了。除此之外，田纳西河对于邦联军的军队是一个障碍。布瑞格的军队暂时驻扎在奇卡莫加，整理联邦军军队丢下的武器。虽然罗斯克朗尽力保全了他的火车，但是丢失了大量的弹药武器。他误失了很多重要的好时机，没有能阻止邦联军的逃跑。
这场战役对双方的损失是相似的：联邦军损失16170名士兵，邦联军损失18454名士兵。 这是西部战区的最大损失的战役，整个战争第二大损失的战役)。虽然最终邦联军获得了胜利，但是布瑞格并没有达到他最初的目的。 
9月21日，罗斯克朗的军队撤退，在查塔诺加建立了自卫据点。然而，查塔诺加的供应链存在风险，邦联军占据周围的高地并对联邦军的军队进行了围攻。布瑞格军队内部发生了兵变，军队的实力减少。 
奇卡莫加役有三个因素与战役的成败有关：布雷格未能将联邦军各个击破；伍德师于9月20日撤离防线；托马斯军于同一天晚些时候进行了英勇抵抗。
奇卡莫加战役后，发生了查塔诺加运动，包括重新开始供应链和观景峰战役等一系列战役。

## 战役意义
即使南方获得了此次战役的胜利，他们并没有利用优势。联邦军队顺利撤回查塔诺加市，朗斯特里特也因为被派往诺克斯维尔而放弃了进攻。这让林肯有时间增派尤利西斯·格兰特的援兵。奇卡莫加战役是南方摧毁北方军事实力的绝佳机会，在此次战役中双方都损失惨重，南北方参战部队各损失兵力27%和28%。
现在许多当年的战斗地点已被开发成为旅游景点，作为奇卡莫加和查塔诺加国家军事公园的一部分。游客可以游览纪念碑、地图、展览等来感受奇卡莫加战役的情景。